# Journée internationale de la tolérance zéro à l'égard des mutilations génitales féminines
La Journée internationale de la tolérance zéro à l'égard des mutilations génitales féminines (MGF) est une journée internationale instituée par l'ONU en 2003. Elle a lieu le 6 février et vise à sensibiliser les États et la société civile au sujet des MGF, et encourager les mesures pour y mettre fin.

## Historique
Le 6 février 2003, lors d'une conférence organisée par le Comité inter-africain sur les pratiques traditionnelles nuisibles pour la santé des femmes et des enfants (en) à Addis-Abeba, Stella Obasanjo, première dame du Nigeria et porte-parole de la campagne contre les mutilations génitales féminines, fait une déclaration officielle sur la « tolérance zéro aux MGF »,. La même année, l'ONU instaure la Journée de tolérance zéro à l'égard des MGF. 
En 2012, l'Assemblée générale des Nations unies adopte la résolution 67/146, qui « engage le système des Nations Unies, la société civile et tous les acteurs concernés à continuer de célébrer le 6 février la Journée internationale de la tolérance zéro à l’égard des mutilations génitales féminines et à en saisir l’occasion pour intensifier les campagnes de sensibilisation et prendre des mesures concrètes contre les mutilations génitales féminines ». À cette occasion, des événements ont lieu à Dakar, Ouagadougou, Nairobi, Bamako, Paris, Londres et New-York, ainsi qu'en Somalie, où la Journée est célébrée pour la première fois.
En 2021 et 2022, l'ONU, l'UNICEF et l'OMS profitent de cette journée pour alerter sur la recrudescence des MGF liée à la crise du Covid-19. Plusieurs communiqués soulignent le problème de la fermeture des écoles qui a rendu de nombreuses filles vulnérables, ainsi que l'augmentation de la pauvreté qui pousse certaines familles à accepter des mariages forcés souvent liés à des MGF, et la reprise d'activité d'anciennes exciseuses sans ressources,. Ces perturbations pourraient mener à 2 000 000 de cas supplémentaires dans les 10 prochaines années,,.
La France se mobilise depuis 2012 via le Fonds français Muskoka ainsi que par la diffusion de la série télévisée C’est la vie ! émise dans 44 pays africains.

## Événements
La Journée internationale de la tolérance zéro à l'égard des MGF est l'occasion de sensibiliser la population par des manifestations, des spectacles, des témoignages d'anciennes exciseuses et de femmes mutilées ou non, la projection de films et l'animation de débats auxquels participent parfois des représentants religieux,. De tels événements ont lieu en Somalie en 2012 (30 000 personnes célèbrent alors la Journée) et à Dakar en 2014 (une « marche des jeunes » est organisée à travers la ville, une troupe de théâtre alerte sur les conséquences sanitaires et psychologiques des MGF, et une ancienne exciseuse apporte son témoignage),. La Journée est un moyen de sensibilisation important, au même titre que l'organisation de séminaires pour les responsables religieux et la sensibilisation à l'école.
Le 6 février est aussi l'occasion de réunir des comités d'experts pour discuter des politiques à mettre en place afin d'atteindre l'objectif d'éliminer complètement les MGF en 2030, comme l'espère l'ONU,. Les prises de paroles de personnalités politiques permettent de sensibiliser le grand public et d'alerter la communauté internationale sur la situation, et notamment sur la régression observée pendant la pandémie de Covid-19. À ce titre, Matshidiso Moeti, directrice régionale de l'OMS pour l'Afrique, lance « un appel à tous les États Membres et aux donateurs pour qu’ils investissent davantage dans la lutte contre les mutilations génitales féminines et pour que la prise en charge des complications des mutilations génitales féminines soit incluse dans la liste des services de santé essentiels pour les programmes de développement et humanitaires », lors de la Journée de 2021. En 2012, Hillary Clinton, alors Secrétaire d'État des États-Unis, prononce une allocution devant 200 personnes, tandis qu'en 2016 Ban Ki-moon, Secrétaire général de l'ONU, met en avant différentes initiatives, dont celle des Maasai Cricket Warriors (en) ou de la maternité Edna Adan (en).
Sur les réseaux sociaux, la journée est célébrée via les hashtags #EndFGM(« Mettre fin aux MGF »), #Act2EndFGM (« Agir pour mettre fin aux MGF ») et #InvestDontRest (« Investissons et n'arrêtons pas »),.

## Thèmes des Journées
- 2014 : « Préserver la culture, abandonner les pratiques néfastes »[4] ;
- 2021 : « L’inaction n’est pas une option : s’unir, récolter des fonds et agir pour l’élimination des mutilations génitales féminines » [6],[7] ;
- 2022 : « Accélérer les investissements pour mettre fin aux mutilations génitales féminines »[11].
- 2023 : « Mettre fin aux mutilations génitales féminines d’ici à 2030 »